# Marobela
Marobela è un villaggio del Botswana situato nel distretto Centrale, sottodistretto di Tutume. Il villaggio, secondo il censimento del 2011, conta 1.672 abitanti.

## Località
Nel territorio del villaggio sono presenti le seguenti 3 località:
- Mafongo Lands di 107 abitanti,
- Matapdza di 18 abitanti,
- Ntala di 109 abitanti